# Arsén Kotsóyev
Arsén Borísovich Kotsóyev (ruso: Арсе́н Бори́сович Коцо́ев, osetio: Коцойты Арсен (Kotsoity Arsén) (15 de enero de 1872 - 4 de febrero de 1944) fue un poeta soviético de origen osetio, uno de los fundadores de la prosa osetia, que tuvo gran influencia en la formación de la lengua osetia moderna y sus estilos funcionales. Participó en todos los primeros periódicos en osetio, siendo uno de los más notables publicistas de la cultura de Osetia.
Hay calles con el nombre Kotsóyev en Vladikavkaz y Beslán. Sus obras maestras están incluidas en el curso escolar de la literatura osetia.

## Vida
Kotsóyev nació en el seno de una familia pobre en la campiña osetia, cerca de Vladikavkaz. A la edad de nueve años ingresó en la escuela local. Allí encontró una gran colección de libros; leyendo esos libros enriqueció su educación. Luego de la escuela Kotsóyev estudió en el seminario. Una enfermedad repentina hizo que el joven tuviera que abandonarlo. Regresó a su pueblo y comenzó a escribir ensayos cortos para periódicos del Cáucaso Septentrional. También trabajó como maestro en la escuela local.
En 1902 Kotsóyev tomó parte en la revuelta de Gizel; esto causó que lo expulsaran de la región. Eligió ir hacia el sur, a Osetia del Sur, donde continuó trabajando como maestro y escribiendo ensayos e historias cortas.
En 1910 comenzó a publicar una revista llamada Æфсир (Afsir, Espiga). La revista alcanzó solo catorce ediciones, pero tuvo un impacto inmenso en la literatura y el periodismo osetios. Muchas de las obras maestras de la literatura osetia fueron publicadas por primera vez en Afsir.
En el año 1912 Kotsóyev viajó a San Petersburgo, donde trabajó en varios lugares, incluyendo el famoso periódico de Lenin Pravda. Nacido en la campiña osetia, Kotsóyev conocía el idioma ruso hasta cierto punto, lo que le permitía corregir un periódico en dicho idioma.
Después de la Revolución de Octubre Kotsóyev se volvió verdaderamente famoso. Trabajó en diferentes periódicos y revistas, y también se dedicó a la educación. Falleció en Vladikavkaz y fue sepultado en el patio del Museo de Literatura.

## Obra
La mayoría de las historias de Kotsóyev son trágicas. La acción trata a menudo acerca de las estrictas tradiciones de los montañeses, como venganzas de sangre (vendetta), irad (dote), supersticiones, etcétera. Arsén Kotsóyev escribió mucho acerca del lugar en que se halla una persona que proviene de la cultura tradicional cuando se relaciona con el nuevo mundo occidentalizado, es decir, acerca del destino de un montañés en una gran ciudad.
Kotsóyev también realizó numerosas traducciones; por caso, tradujo varias historias de Aleksandr Pushkin al osetio.

## Enlaces
- Cuento corto "Error"  (os)
- Colección de traducciones al ruso de las historias de Kotsóyev (ru)

- Datos: Q332699
- Multimedia: Arsen Kotsoyev / Q332699